# Bech (Luxembourg)
Pour les articles homonymes, voir Bech.
Bech est une localité luxembourgeoise et le chef-lieu de la commune portant le même nom située dans le canton d'Echternach.

## Géographie

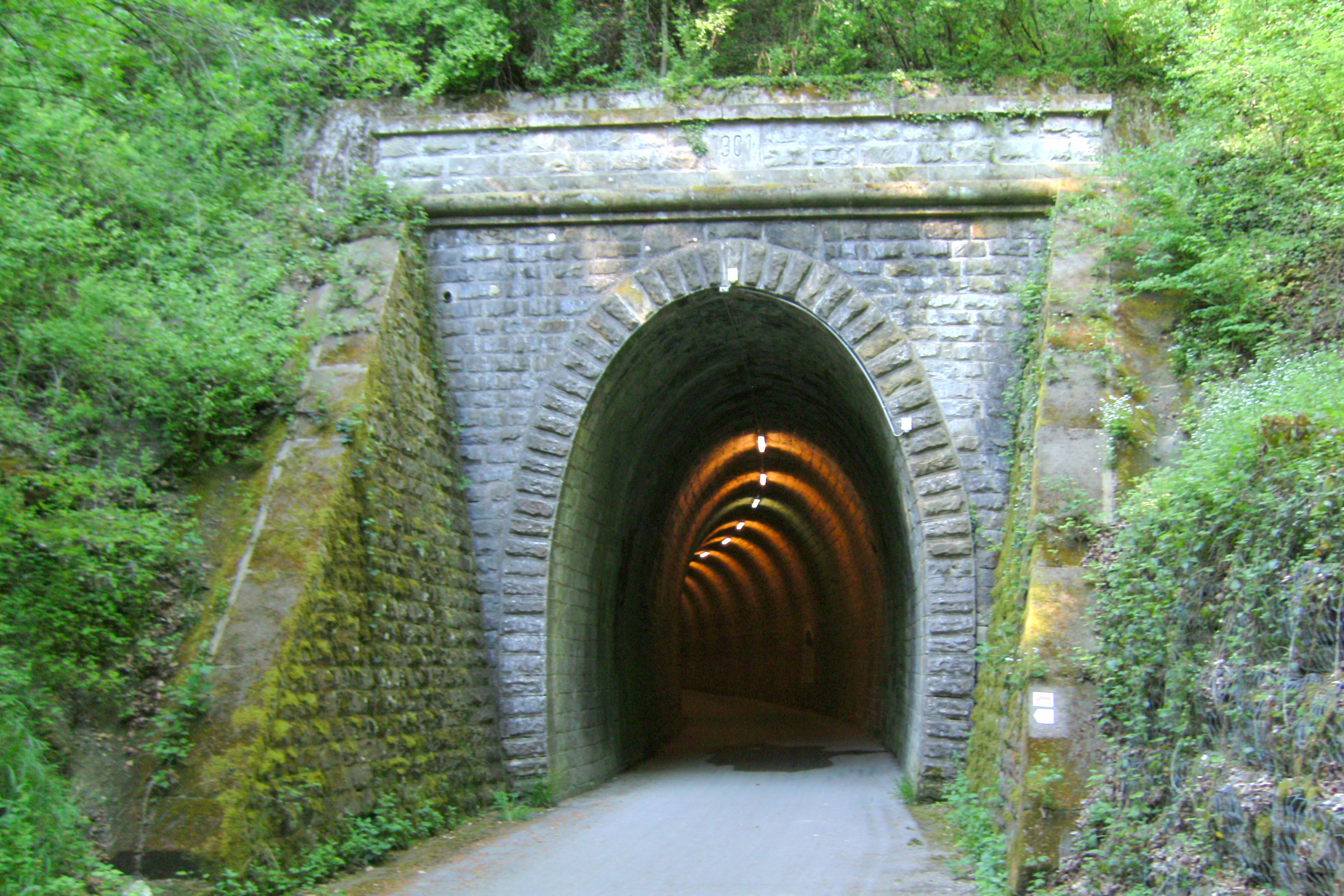
L’entrée ouest de l’ancien tunnel ferroviaire de Bech (1901), aménagé en piste cyclable.

### Sections de la commune
- Altrier
- Bech (chef-lieu)
- Graulinster
- Hemstal
- Hersberg
- Kobenbour
- Rippig
- Zittig

### Communes limitrophes
- Dans le canton d'Echternach : Consdorf, Echternach, Rosport-Mompach
- Dans le canton de Mersch : Heffingen
- Dans le canton de Grevenmacher : Biwer, Manternach

## Politique et administration

### Liste des bourgmestres
| Identité                      | Période         | Période        | Durée                      | Étiquette |
| Identité                      | Début           | Fin            | Durée                      | Étiquette |
| ----------------------------- | --------------- | -------------- | -------------------------- | --------- |
| Camille Kohn (d)              | 7 novembre 2011 | 4 juillet 2023 | 11 ans, 7 mois et 27 jours |           |
| Jill Goeres (d) (née en 2002) | 4 juillet 2023  |                |                            |           |

## Population et société

### Démographie
L'évolution du nombre d'habitants est connue à travers les recensements de la population effectués dans le pays depuis 1821. Les recensements décennaux de la population permettent de caler les chiffres sur la composition de la population par sexe, âge, nationalité et commune de résidence. Entre deux recensements, la population au 1er janvier de l’année {\displaystyle x} est évaluée en ajoutant à la population au 1er janvier de l’année {\displaystyle x-1} les soldes naturel (naissances {\displaystyle -} décès) et migratoire (arrivées {\displaystyle -} départs) de l'année. La même méthode est appliquée pour la répartition par âge au 1er janvier et les effectifs totaux par nationalité. Depuis le 1er septembre 2023, le Luxembourg dénombre 100 communes.
Au 1er janvier 2024, la commune comptait 1 337 habitants.
| 1821 | 1851  | 1871  | 1880  | 1890  | 1900  | 1910  | 1922  | 1930 |
| ---- | ----- | ----- | ----- | ----- | ----- | ----- | ----- | ---- |
| 766  | 1 347 | 1 252 | 1 208 | 1 129 | 1 324 | 1 096 | 1 088 | 964  |

| 1935 | 1947 | 1960 | 1970 | 1978 | 1979 | 1981 | 1983 | 1984 |
| ---- | ---- | ---- | ---- | ---- | ---- | ---- | ---- | ---- |
| 961  | 893  | 739  | 688  | 706  | 713  | 715  | 710  | 730  |

| 1985 | 1986 | 1987 | 1988 | 1989 | 1990 | 1991 | 1992 | 1993 |
| ---- | ---- | ---- | ---- | ---- | ---- | ---- | ---- | ---- |
| 750  | 750  | 750  | 759  | 791  | 793  | 786  | 790  | 798  |

| 1994 | 1995 | 1996 | 1997 | 1998 | 1999 | 2000 | 2001 | 2002 |
| ---- | ---- | ---- | ---- | ---- | ---- | ---- | ---- | ---- |
| 824  | 808  | 835  | 872  | 902  | 961  | 985  | 946  | 943  |

| 2003 | 2004 | 2005 | 2006  | 2007 | 2008 | 2009  | 2010  | 2011  |
| ---- | ---- | ---- | ----- | ---- | ---- | ----- | ----- | ----- |
| 917  | 942  | 970  | 1 000 | 955  | 998  | 1 003 | 1 034 | 1 078 |

| 2012  | 2013  | 2014  | 2015  | 2016  | 2017  | 2018  | 2019  | 2020  |
| ----- | ----- | ----- | ----- | ----- | ----- | ----- | ----- | ----- |
| 1 130 | 1 160 | 1 187 | 1 260 | 1 231 | 1 287 | 1 265 | 1 259 | 1 273 |

| 2021  | 2022  | 2023  | 2024  | - | - | - | - | - |
| ----- | ----- | ----- | ----- | - | - | - | - | - |
| 1 305 | 1 330 | 1 357 | 1 337 | - | - | - | - | - |

Pour des raisons techniques, il est temporairement impossible d'afficher le graphique qui aurait dû être présenté ici.

## Culture locale et patrimoine

### Lieux et monuments
- Chêne de Hersberg.